# Riparbella
Riparbella – miejscowość i gmina we Włoszech, w regionie Toskania, w prowincji Piza.
Według danych na rok 2004 gminę zamieszkuje 1326 osób, 22,9 os./km².